# Petersburg (Virginie-Occidentale)
Pour les articles homonymes, voir Petersburg.
La ville de Petersburg est le siège du comté de Grant, dans l’État de Virginie-Occidentale, aux États-Unis. Sa population s’élevait à 2 467 habitants lors du recensement de 2010, estimée à 2 621 habitants en 2018.

## Histoire
La ville est fondée au milieu du XVIIIe siècle par des colons allemands et nommée Petersburg en l'honneur de Jacob Peterson, le premier commerçant de la ville. Lorsqu'elle obtient un bureau de poste en 1833, la ville prend le nom de Lunice Creek pour éviter la confusion avec un autre Petersburg en Virginie. Elle retrouve son nom original lors de la création de la Virginie-Occidentale.